# Josef Bursik
Josef Bursik (* 12. Juli 2000 in London) ist ein englischer Fußballtorwart.
Er steht beim belgischen Verein FC Brügge unter Vertrag. Des Weiteren ist Bursik ein ehemaliger englischer Nachwuchsnationaltorhüter.

## Karriere

### Verein
In der Sommerpause 2017 wechselte Josef Bursik vom AFC Wimbledon zu Stoke City. Von 2018 bis 2021 verbrachte er Leihen bei Hednesford Town, AFC Telford United, Accrington Stanley, Doncaster Rovers, Peterborough United und Lincoln City. Zwischenzeitlich war er am 21. November 2020 beim 4:3-Sieg in der Championship gegen Huddersfield Town zu seinem ersten Pflichtspieleinsatz für die erste Mannschaft der Potters gekommen.
Mitte Januar 2023 wechselte er zum belgischen Erstdivisionär FC Brügge, wo er einen Vertrag bis zum Ende der Saison 2026/27 unterschrieb. Im Rest der Saison 2022/23 bestritt er kein Spiel mit der ersten Mannschaft und eins beim sportlich bedeutungslosen letzten Spiel der Saison mit der U 23-Mannschaft (Club NXT) in der Division 1B. In der Saison 2023/24 fiel er infolge eines Bänderrisses im Knie bis Ende Januar 2024 aus. Danach wurde er nur bei 5 Spiele vom Club NXT eingesetzt.
Für die Saison 2024/25 wurde Bursik an den schottischen Erstligisten Hibernian Edinburgh verliehen.

### Nationalmannschaft
Josef Bursik hatte während seiner bisherigen aktiven Karriere sowohl für die englische U17-Nationalmannschaft als auch für die U18-Nationalmannschaft, für die U19-Auswahl Englands und auch für die englische U20-Nationalmannschaft zum Einsatz. Derzeit gehört der in London geborene Torwart zum Kader der U21-Auswahl.